# Plukenetia penninervia
Plukenetia penninervia är en törelväxtart som beskrevs av Johannes Müller Argoviensis. Plukenetia penninervia ingår i släktet Plukenetia och familjen törelväxter. Inga underarter finns listade i Catalogue of Life.